# Francesco De Piccoli
Francesco De Piccoli detto Franco (Venezia, 29 novembre 1937) è un ex pugile e attore italiano, il primo italiano a vincere un oro olimpico nei pesi massimi, ai Giochi di Roma 1960.

## Biografia

### Carriera da dilettante

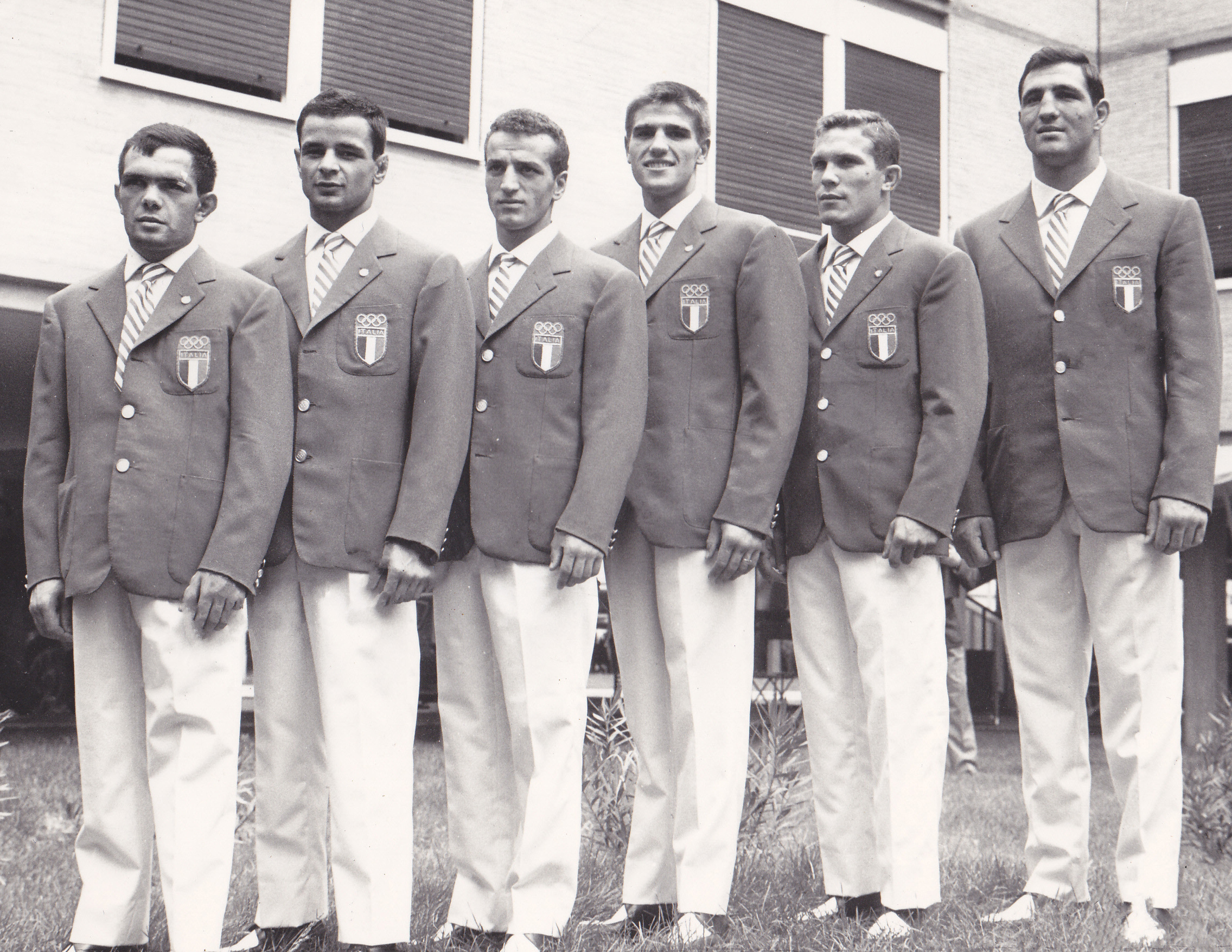
Primo Zamparini, Francesco Musso, Sandro Lopopolo, Nino Benvenuti, Carmelo Bossi e Francesco De Piccoli, vincitori di medaglia ai Giochi Olimpici di Roma

Guardia destra; da dilettante è stato due volte campione italiano, campione del mondo militari 1960 e medaglia d'oro ai giochi olimpici di Roma del 1960.
Alle Olimpiadi batte al primo turno il belga Willy Venneman per abbandono al primo round. Nei quarti di finale supera ai punti, con verdetto unanime, il sovietico Andrej Abramov, bicampione europeo in carica. Sconfigge ai punti in semifinale il forte cecoslovacco Josef Němec (4-1) e, in finale, mette KO al secondo round il sudafricano Daan Bekker.
Conclude la carriera dilettantistica con un bilancio di 59 incontri, con 52 vittorie, 6 sconfitte e un pari.

### Carriera da professionista
De Piccoli passa professionista nel 1960, subito dopo le Olimpiadi. Ha una striscia iniziale positiva di 25 incontri, tutti vinti prima del limite, tranne tre. Mette KO nelle prime tre riprese ben sedici avversari e altri due alla quarta.
Nonostante lo sfolgorante curriculum, De Piccoli non è un grandissimo incassatore. Subisce infatti due knock-down da pugili relativamente modesti: il 30 marzo 1962 contro Garvin Sawyer (poi battuto per Kot al quinto round) e il 16 aprile successivo da Calvin Butler (poi messo KO all'8º round).
L'olimpionico, però, diventa ben presto uno degli idoli della piazza romana. Il 9 novembre 1962, al botteghino del Palazzo dello Sport, per il match contro il modesto John Riggins (poi battuto per Kot al 2º round), sono venduti 14.402 biglietti per un incasso di circa 30 milioni.
Il 22 marzo 1963, De Piccoli incontra l'esperto statunitense Wayne Bethea, che può vantarsi di aver affrontato niente meno che Sonny Liston e di aver battuto il futuro campione del mondo Ernie Terrell. Il mestrino mostra di avere una mascella particolarmente debole e, soprattutto, di essere incapace di coprirsi. Incorre quindi nella prima sconfitta, messo KO al quarto round dall'avversario.
Va nuovamente KO  al quinto round nell'incontro successivo, contro il giamaicano Joe Bygraves, una volta Campione del Commonwealth britannico ma che non vinceva da un anno e mezzo, avendo perso gli ultimi cinque match consecutivi.
De Piccoli è costretto a ricominciare da capo e, per quasi due anni, lo fa ottimamente, vincendo altri dodici incontri, tutti prima del limite, tranne uno, mettendo ben otto avversari KO nelle prime due riprese.
Il 15 ottobre 1965, a Torino, incappa in un Kot al sesto round contro il mediocre statunitense Everett Copeland che, prima di allora vantava un record di sole 3 vittorie, con 3 pari e ben 7 sconfitte. Il 26 dicembre successivo incorre in un nuovo Kot per mano del tedesco Peter Weyland, futuro Campione di Germania e sfidante al titolo europeo ma, all'epoca, ancora semisconosciuto.
Dopo questo incontro, annuncia il suo ritiro a soli 28 anni. Lascia con sole 4 sconfitte e una percentuale di incontri vinti prima del limite pari al 70,7% dei combattimenti sostenuti.

### Dopo il ritiro

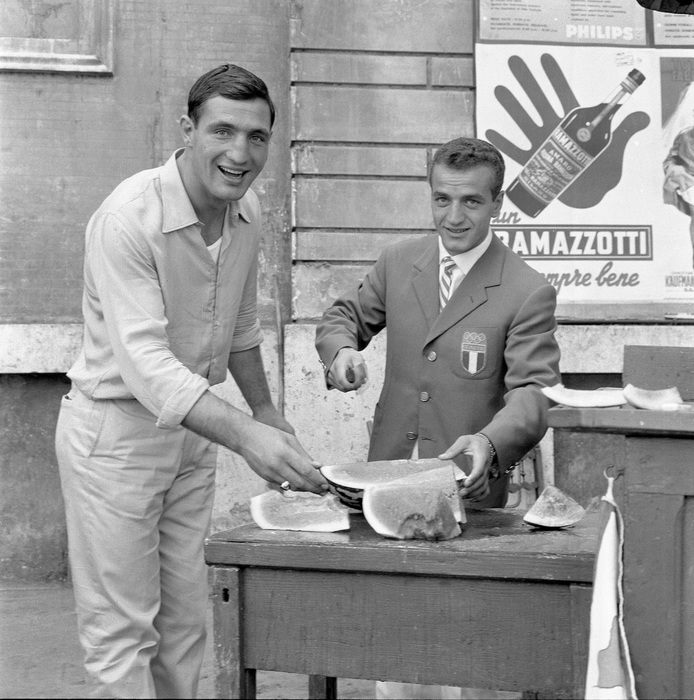
Franco De Piccoli e Sandro Lopopolo

Finita la carriera di pugile, De Piccoli ha fatto l'istruttore di guida nella propria autoscuola "Fracaro" a Venezia, poi passata in gestione al figlio.
Recitò anche come protagonista nell'episodio Quasi due metri della miniserie televisiva Quattro delitti, trasmesso dalla Rai nel 1979.
Nel 2003 gli venne concesso un vitalizio per meriti sportivi ai sensi della legge Giulio Onesti.
Nel 2004 il giornalista e scrittore Valter Esposito ne ha scritto la biografia. 
(Francesco De Piccoli alla presentazione del libro di Valter Esposito.)